# Erika Åberg
Jane Anita Erika Åberg (tidigare Englund), född 22 februari 1977 i Gävle Heliga Trefaldighets församling, Gävleborgs län, är en svensk byggnadsantikvarie, programledare och skribent.

## Biografi
Erika Åberg växte upp i Valbo, utanför Gävle och utvecklade genom äldre hantverkskunniga släktingar som ung intresse för byggnadsvård och äldre byggtekniker. Hon tog en fil kand i kultur- och kommunikationsvetenskap med media vid Högskolan i Gävle 1996–1999. Deltagande i ett restaureringsprojekt på Gotland ledde till vidare studier i byggnadsvård med gamla metoder och hantverk vid Högskolan på Gotland 1999–2002 och konserveringsstudier i Italien 2002. 
2003–2014 var hon verksam med kyrkorestaurering och som byggnadsantikvarie vid Länsmuseet Gävleborg. Sedan denna tid har hon även verkat som föredragshållare samt skribent och fotograf i tidskriften Gård & Torp och gav 2021 ut boken Byggnadsvård: hur du får tid, råd och kraft att restaurera ditt hem (Norstedts), utgående från livspusslet och renoveringen av den egna familjens gård utanför Gävle.
Sedan 2015 är Erika Åberg utöver byggnadsantikvarie i eget företag även en av programledarna i SVT:s tv-serie Det sitter i väggarna, där hon med råd och dåd leder restaureringen i de gamla byggnader som besöks.

## Priser och utmärkelser
- 2019 – "Årets inspiratör", Elle Deco International Design Awards, Sverige[5]
- 2020 – "Årets byggnadsvårdare", Svenska byggnadsvårdsföreningen[6]